# 1832 en science
| Années de la science : 1829 - 1830 - 1831 - 1832 - 1833 - 1834 - 1835    |
| Décennies de la science : 1800 - 1810 - 1820 - 1830 - 1840 - 1850 - 1860 |

Cet article présente les faits marquants de l'année 1832 en science.

## Événements

Un disque stroboscopique créé par le mathématicien et inventeur autrichien Simon Stampfer en 1833. Cette invention est parfois considérée comme étant le premier dispositif à produire l'illusion d'images en mouvement.

- 15 janvier : Frédéric Sauvage démontre à Boulogne l'efficacité de la propulsion des navires par hélice. Il dépose un brevet à Paris le 28 mai 1832[1].
- 17 juin : les chimistes français Anselme Payen et Jean-François Persoz présentent à l'Académie des sciences un mémoire intitulé De la diastase et de la dextrine[2]. Il exposent leur découverte de la diastase du malt (α-amylase), le premier enzyme connu[3].
- 18 août : dans un article publié en commun intitulé Untersuchungen über das Radikal der Benzoesäure dans les Annalen der Pharmacie sur les composés benzoïques, Friedrich Wöhler et Justus von Liebig découvrent et expliquent la notion de groupe fonctionnel et de radical en chimie organique[4],[5].

- 19 octobre : le peintre et physicien Samuel Morse conçoit l'idée du télégraphe électrique à bord du paquebot le Sully lors de sa traversée de l'Atlantique entre la France et les États-Unis. Il dépose un brevet en 1840[6].
- 21 octobre : le Russe Pavel Schilling fait la première démonstration d'un télégraphe électrique à Saint-Pétersbourg[7].

- 24 octobre : l’ingénieur français Benoît Fourneyron obtient un brevet pour une turbine hydraulique, qui permet le développement de l’énergie hydroélectrique[8].
- Novembre ou décembre : le physicien belge Joseph Plateau invente le phénakistiscope, un jouet optique donnant l'illusion du mouvement attribué à la persistance rétinienne, décrit dans une lettre datée du 20 janvier 1833. Simultanément l'inventeur autrichien Simon Stampfer présente son stroboscope, un instrument analogue[9].

- Le chimiste français Henri Braconnot découvre les propriétés détonantes du mélange amidon + acide nitrique. Il baptise « xyloïdine » sa découverte, prototype de la nitrocellulose[10].
- Le chimiste français Pierre Jean Robiquet découvre la codéine[11].

## Publications

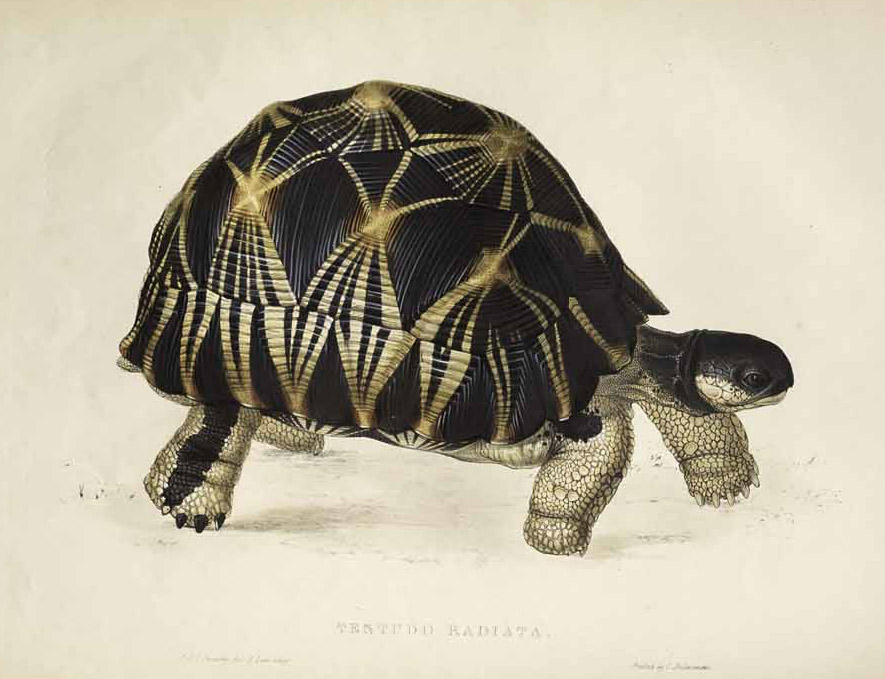
Planche tirée de A Monograph of the Testudinata de Thomas Bell.

- Thomas Bell : A Monograph of the Testudinata (1832-1842).
- Farkas Bolyai : Tentamen, avec un appendice rédigé par son fils János Bolyai, La science de l'espace absolument vrai consacré à la géométrie non euclidienne.
- James Kay-Shuttleworth : La condition morale et physique de la classe ouvrière employée dans la fabrication du coton à Manchester.
- Isidore Geoffroy Saint-Hilaire : Histoire générale et particulière des anomalies de l'organisation chez l'homme et les animaux ou Traité de tératologie (1832-1836).

## Prix
- Médailles de la Royal Society
  - Médaille Copley : Michael Faraday et Siméon Denis Poisson
  - Médaille Rumford : John Frederic Daniell

- Prix de l'Académie des sciences de Paris
  - Prix Lalande : M. Gambart pour la découverte d'une nouvelle comète, et M. Valtz (sic) pour « la diminution de volume des nébuleuses cométaires. »

## Naissances

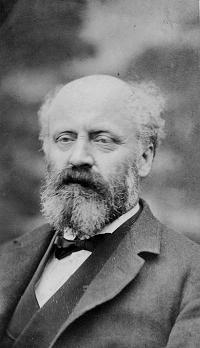
James Wimshurst

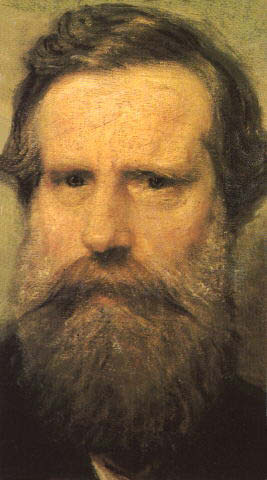
William Crookes

- 15 janvier : Friedrich Schmidt (mort en 1908), géologue et botaniste estonien.

- 14 février : William Stimpson (mort en 1872), naturaliste américain.

- 12 mars : Charles Friedel (mort en 1899), minéralogiste et chimiste français.

- 13 avril : James Wimshurst (mort en 1903), ingénieur anglais.
- 19 avril : Jules Gosselet (mort en 1916), géologue français.

- 17 juin : William Crookes (mort en 1919), chimiste et physicien britannique.
- 20 juin : John Beasley Greene (mort en 1856), égyptologue et photographe américain.

- 10 juillet : Alvan Graham Clark (mort en 1897), astronome et fabricant d'optique américain.
- 12 juillet : Henry Seebohm (mort en 1895), industriel anglais, voyageur et ornithologue amateur.
- 29 juillet : Luigi Palma di Cesnola (mort en 1904), militaire et archéologue amateur américain d'origine italienne.

- 4 août : François Jacques Dominique Massieu (mort en 1896), mathématicien et physicien français.
- 20 août : Thaddeus S. C. Lowe (mort en 1913),  aéronaute, scientifique et inventeur américain.
- 28 août : Nicolae Culianu (mort en 1915), mathématicien et astronome moldave, puis roumain.

- 14 septembre : Temple Prime (mort en 1905), conchyliologiste amateur américain.

- 2 octobre :
  - Julius von Sachs (mort en 1897), botaniste allemand.
  - Edward Tylor (mort en 1917), anthropologue britannique.
- 3 octobre : Albert Samuel Gatschet (mort en 1907), ethnologue et linguiste suisse.
- 4 novembre : Henri Aucapitaine, officier, ethnologue et naturaliste français.
- 18 novembre : Adolf Erik Nordenskjöld (mort en 1901), géologue et minéralogiste finlandais.
- 24 novembre : Henry Woodward (mort en 1921), géologue et paléontologue britannique.

- 9 décembre : Adalbert Krüger (mort en 1896), astronome allemand.
- 15 décembre : Gustave Bonickhausen dit Gustave Eiffel (mort en 1923), ingénieur centralien et industriel français.
- 16 décembre : Wilhelm Foerster (mort en 1921), astronome allemand.
- 26 décembre : Jean-Baptiste Rames (mort en 1894), géologue et archéologue français.

## Décès

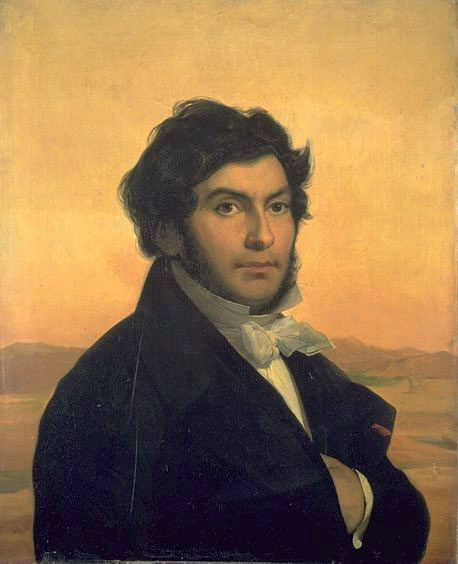
Jean-François Champollion

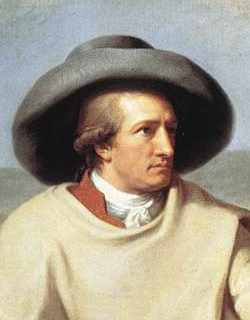
Johann Wolfgang von Goethe

- 4 mars : Jean-François Champollion (né en 1790), égyptologue français, déchiffreur des hiéroglyphes.
- 22 mars : Johann Wolfgang von Goethe (né en 1749), écrivain et homme d'État allemand, fortement intéressé par les sciences, notamment l'optique, la géologie et la botanique.
- 24 mars : Jacques Joseph Baudrillart (né en 1774), agronome et forestier français.
- 28 mars : Ernst Friedrich von Schlotheim (né en 1764), paléontologue allemand.
- 30 mars : Stephen Groombridge (né en 1755), astronome britannique.

- 16 avril : Alexandre Henri Gabriel de Cassini (né en 1781), magistrat et botaniste français.
- 19 avril : André Laugier (né en 1770), chimiste et minéralogiste français.
- 28 avril : Friedrich Gottlob Hayne (né en 1763), botaniste allemand.

- 12 mai : Heinrich Christian Macklot (né en 1799), naturaliste allemand.
- 13 mai :
  - Georges Cuvier (né en 1769), anatomiste français, promoteur de l'anatomie comparée et de la paléontologie.
  - Edward Dodwell (né en 1767), archéologue anglais.
- 25 mai : Georges Serullas (né en 1774), chimiste et pharmacien français.

- 23 juin : James Hall (né en 1761), géologue et physicien écossais.
- 25 juin : Franz Josef von Gerstner (né en 1756), mathématicien et physicien autrichien.

- 23 juillet : Antoine Portal (né en 1742), médecin, anatomiste, biologiste et historien de la médecine français.
  - 30 juillet : Jean-Antoine Chaptal (né en 1756), chimiste et homme politique français.

- 23 août : Johann Georg Wagler (né en 1800), zoologiste allemand.
- 24 août : Sadi Carnot (né en 1796), physicien et ingénieur français.
- 31 août : Everard Home (né en 1756), médecin britannique.

- 2 septembre : Franz Xaver von Zach (né en 1754), astronome autrichien.
- 17 septembre : Francesco Carelli (né en 1758), historien de l'art, numismate et archéologue italien.

- 25 octobre : Antoine Libes (né en 1752), physicien français.
- 28 octobre : Jacques Mathieu Delpech (né en 1777) médecin français.
- 8 novembre : Marie-Jeanne de Lalande (née en 1768), mathématicienne et astronome française.
- 12 novembre : Barnaba Oriani (né en 1753), prêtre catholique barnabite, scientifique et astronome italien.
- 29 novembre : Karl Asmund Rudolphi (né en 1771), zoologiste allemand d’origine suédoise.
- 30 novembre : François-Joseph Denis (né en 1749), sculpteur, architecte et géomètre belge.

- 8 décembre : Victor Jacquemont (né en 1801), naturaliste et explorateur français.